# Ровере (Л'Аквила)
Ровере (итал. Rovere) је насеље у Италији у округу Л'Аквила, региону Абруцо.
Према процени из 2011. у насељу је живело 198 становника. Насеље се налази на надморској висини од 1357 м.